# Kostverloren (Oldambt)
Kostverloren is een buurtje in de gemeente Oldambt, dat rond 1900 is ontstaan langs een voormalig dijktracé dat als Kostverloren bekend stond. Het ligt aan de weg van Finsterwolde naar Drieborg. Het nabijgelegen buurtje Egypterdijk verdween daarentegen van de kaart.
De burgerlijke stand  noemt de buurtschap voor het eerst in 1895. In 1901 woonden er inmiddels zoveel kinderen in de wijde omgeving dat de inwoners verzochten om een eigen school. Zover is het echter nooit gekomen,.

## Naam
De oudste vermelding van het toponiem Kostverloren is een zomerdijk Cost verloren, die liep van Westerreide tot Dallingeweer maar die al spoedig na de aanleg in 1531 weer verloren ging. In de provincie Groningen komt het toponiem ten minste negen maal voor, onder andere in Farmsum, Groningen, Midwolda en Zuidbroek. Ook elders is het bekend.
De verklaring voor de naam is bij ieder Kostverloren weer een andere, en vaak zijn er meerdere verklaringen. De meeste gaan uit van vergeefse moeite of onnodige kosten, bijvoorbeeld omdat de plannen achterhaald bleken of omdat de opbrengst tegen viel. Het zou kunnen gaan om zware zeeklei die moeilijk te bewerken was, in tegenstelling tot de vruchtbare gronden waarnaar toponiemen als Goldhoorn zouden verwijzen.  
De meest voor de hand liggende verklaring gaat ervan uit dat de landeigenaren die landerijen moesten afstaan voor de aanleg van een dijk, kanaal, vestingwerk of weg onvoldoende gecompenseerd werden.  
Voor Kostverloren bij Drieborg geldt dat de buurtschap is ontstaan langs een zwaar beschadigde dijk die na het faillissement van een aannemer in 1631 in handen van de stad Groningen was geraakt. De dijkplichte landeigenaren hadden al eerder afstand gedaan van hun landerijen, omdat ze de kosten van het dijkherstel niet konden betalen. In 1686 spoelde de dijk opnieuw grotendeels weg, hij werd ten tijde van de aanleg van de Kroonpolder tien jaar later vervangen door de vooruitgeschoven Koedijk, waarna het oude dijklichaam werd afgegraven. Omdat oudere vermeldingen van de naam ontbreken, blijft het verband echter hypothetisch. 